# 黄清庄
黄清庄（1980年4月25日—），越南裔匈牙利女子国际象棋棋手。
黄清庄出生于越南河内，10岁时随全家移民至布达佩斯。她于1998年获世界国际象棋20岁组女子冠军，2000年获亚洲国际象棋女子冠军。
2006年起，黄清庄由越南棋协转至匈牙利棋协。2011年，她获得了欧洲女子快棋冠军。2013年，她以7胜4平的不败战绩获得欧洲女子冠军。